# 1921年至1922年英格蘭足總盃
1921/22球季英格蘭足總盃（英語：FA Cup），是第47屆英格蘭足總盃，今屆賽事的冠軍是哈特斯菲爾德，他們在決賽以1:0擊敗普雷斯頓，奪得冠軍。本屆賽事移師史坦福橋球場舉行。
哈隊在前季殺入決賽飲恨後，今屆終於眾志成城一舉奪冠。

## 外部連結
1. 英格蘭足總盃官網Archive-It的存檔，存档日期2012-04-24
2. 英格蘭足總盃 歷屆冠軍（页面存档备份，存于）